# Friedrich Sonnemann
Friedrich Sonnemann (né le 6 février 1922 à Lindhof et mort le 31 janvier 2014 à Burg) est un homme politique allemand (SED), maire de Magdebourg et éducateur.

## Biographie
Sonnemann est le fils d'un charpentier. Après l'école primaire, il effectue un apprentissage de menuisier à Bornsen puis y exerce ce métier. En 1940, il rejoint la Wehrmacht et plus tard la Kriegsmarine. Il devient un prisonnier de guerre américain, qu'il passe au Japon jusqu'en 1947.
De retour en Allemagne, il travaille comme compagnon pour la société Wilhelm Berlin à Bornsen en 1947/1948. De 1948 à 1951, il étudie à l'école d'ingénieurs en génie civil d'Osterwieck. En 1951, il rejoint le SED. Sonnemann travaille de 1951 à 1953 comme assistant à l'école d'ingénieurs en génie civil de Blankenburg. En 1953, il devient assistant à l'institut de formation des enseignants des écoles techniques, mais la même année, il prend le poste de chef de département à l'école d'ingénieurs en génie civil (de) de Görlitz. Il occupe ce poste jusqu'en 1955. De 1954 à 1959, il obtient un diplôme d'études collégiales techniques à l'Université d'économie de Berlin (de) à Berlin-Karlshorst pour devenir économiste diplômé. À partir de 1955, Sonnemann est directeur technique puis directeur des opérations chez VEB Bau Görlitz. En 1957, il devient directeur de l'école d'ingénieurs pour la gestion de l'eau et le génie civil à Magdebourg (de).
Le 26 septembre 1961, il est élu maire de Magdebourg lors de la séance constitutive du conseil municipal, succédant à Philipp Daub (de) (SED). Cependant, il n'y a pas d'élection démocratique par la population ou par des représentants démocratiquement élus. En 1965, il est licencié, ce qui est justifié par des faiblesses dans la gestion. Il est remplacé par Werner Herzig (SED), qui occupe le poste jusqu'au changement politique en RDA.
En 1962, il devient membre du conseil de district et, en octobre 1963, membre du conseil de district de Magdebourg. Après son remplacement en tant que maire, Sonnemann redevient directeur de l'école d'ingénieurs pour la gestion de l'eau et la construction à Magdebourg, mais reste membre du conseil de district jusqu'en 1976. À l'assemblée de district, il préside la Commission permanente pour la construction complexe jusqu'en décembre 1971, date à laquelle il est vice-président de la commission. En 1973, il obtient son doctorat. À partir de 1974, il est chef du département de gestion du ministère de la Construction de la RDA. De 1976 à 1987, il occupe le poste de chef adjoint du principal département des projets de construction dans la capitale de la RDA. D'avril 1979 à 1990, il est conseiller de district pour le district berlinois et président du comité permanent de la construction de l'assemblée de district. Sonnemann reçoit la Médaille du mérite de la RDA et en 1982 l'Ordre du mérite patriotique en argent. En 1987, il prend sa retraite, qu'il passe à Magdebourg.
Sonnemann décède à l'âge de 91 ans.